# Jerzy Świątek (1949–2021)
Jerzy Andrzej Świątek (ur. 24 sierpnia 1949 w Korytnicy, zm. 11 stycznia 2021 w Ostrowie Wielkopolskim) – polski samorządowiec, w latach 1985–1990 i 2002–2006 prezydent Ostrowa Wielkopolskiego.

## Życiorys
Syn Stanisława i Ireny. Ukończył studia w Wyższej Szkole Ekonomicznej w Poznaniu.
W okresie PRL był działaczem PZPR. Od 1985 do 1990 pełnił funkcję prezydenta Ostrowa Wielkopolskiego. Później zajął się prowadzeniem działalności gospodarczej w ramach założonego przedsiębiorstwa handlowego „Jeta”.
W wyniku pierwszych bezpośrednich wyborów w 2002 powrócił na urząd prezydenta. Był kandydatem koalicji SLD-UP, w drugiej turze pokonał urzędującego od 1990 Mirosława Kruszyńskiego. Cztery lata później ubiegał się bezskutecznie o reelekcję, przegrywając w pierwszej turze. Powrócił do działalności biznesowej. Uzyskał jednocześnie w 2006 mandat radnego Ostrowa Wielkopolskiego, którego nie utrzymał w 2010.
Od 1997 był prezesem Ostrowskiego Klubu Biznesmena, a od 2001 prezydentem Sejmiku Gospodarczego Powiatu Ostrowskiego. Zmarł po długiej chorobie 11 stycznia 2021.